# 宁郡中学堂
宁郡中学堂是福建省第三所、閩東北第一所官立旧制中学，福宁府知府李增霨于光绪二十八年（1902年）将近圣书院、温麻艺塾合并而创办，现被认为是霞浦一中、福安一中和宁德三中的前身。

## 创办初期

### 简述
宁郡中学堂的前身是位于霞浦县的温麻艺塾与近圣书院。光绪二十七年（1901年），清政府下达上諭，要求各直隸州创办中学堂，次年，时任福宁府知府严良勋联合宁绅黄树荣、邑绅王邦怀组成学董会，准备筹建中学堂，但没过多久严就被调离。李增霨接任知府后于当年農曆九月二十二日（公历10月23日）创设宁郡中学堂，以府署公所为最初校址（位于霞浦县南门钱塘里），李增霨任总监督，并聘近圣书院山长游学诚为监督。光绪三十三年（1907年）更名福宁府中学堂，校址迁往城北旧试院，该址从此至2008年为霞浦一中所在地（现为霞浦县第六中学校址）。宣統元年（1909年），学堂监督改称堂长，由时任知府兼任。宣统三年（1911年），福宁府中学堂改名为福宁中学校，改堂长为校长，首任校长为张如翰。清朝统治期间，学堂实行癸卯学制:3。
民国元年（1912年）中華民國成立后，新教育部于1月9日成立，福宁中学校执行壬子癸丑学制。

### 堂长/校长列表
| 校名                         | 任次 | 职务   | 姓名   | 就任时间   | 卸任时间 | 科举身份   | 籍贯     | 备注                                                           |
| ---------------------------- | ---- | ------ | ------ | ---------- | -------- | ---------- | -------- | -------------------------------------------------------------- |
| 宁郡中学堂 （1902.10-1907）  | -    | 总监督 | 李增霨 | 1902年10月 |          | 清进士     | 云南蒙化 | 时任福宁府知府                                                 |
| 宁郡中学堂 （1902.10-1907）  | 1    | 监督   | 游学诚 | 1902年     | 1908年   | 清举人     | 福建霞浦 | 实际上的第一任校长                                             |
| 福宁府中学堂 （1907-1911）   | 2    | 监督   | 王邦怀 | 1908年     |          | 清例授道衔 | 福建霞浦 | 民国年间任福建諮議局议员、霞浦县知事                           |
| 福宁府中学堂 （1907-1911）   | 3    | 监督   | 张星炳 |            |          | 清翰林     | 河南固始 | 时任福宁府知府，霞浦一中校史载其为山东沂南人                   |
| 福宁府中学堂 （1907-1911）   | 4    | 监督   | 锡纶   |            |          |            | 满洲     | 时任福宁府知府                                                 |
| 福宁府中学堂 （1907-1911）   | 5    | 监督   | 李樹敏 |            |          | 清进士     | 河南信阳 | 时任福宁府知府                                                 |
| 福宁府中学堂 （1907-1911）   | 6    | 监督   | 钱溯时 |            |          | 清进士     | 江苏太仓 | 时任福宁府知府，霞浦一中校史载其为直隶省人                     |
| 福宁府中学堂 （1907-1911）   | 7    | 监督   | 郑鸿寿 |            |          | 清監生     |          | 时任福宁府知府                                                 |
| 福宁府中学堂 （1907-1911）   | 8    | 堂长   | 曹垣   | 1909年     |          | 清举人     | 山东定陶 | 时任福宁府知府                                                 |
| 福宁府中学堂 （1907-1911）   | 9    | 堂长   | 王立中 |            |          | 清拔貢     | 贵州福泉 | 福安一中认为其为福宁府知府，但霞浦县志与霞浦一中校史均无此表述 |
| 福宁府中学堂 （1907-1911）   | 10   | 堂长   | 智格   |            |          | 清举人     | 满洲     | 末任福宁府知府，福安一中官网载其名为“唐智恪”                   |
| 福宁中学校 （1911.8-1916.8） | 11   | 校长   | 张如翰 | 1911年     | 1916年   | 清举人     | 福建福安 |                                                                |

## 福建省立第三中学

### 简述
民国4年（1915年），福宁中学校改称为福建省立第三中学，许冠元为首任校长。1919年，福建省立第三中学成立了学生会。民国十一年（1922年），学校改用壬戌学制。
民国十八年（1929年），学校改称省立霞浦初级中学校。1932年祝传钺任霞浦县长时，教育科长阮国英（福安人）与当地教员发生纠纷，随后引起霞浦学生排外思想，导致学潮爆发，阮调任后学潮才得以平息。学潮后，福安、宁德商界向省教育厅提出迁校要求，理由是霞浦治安差、交通不便，应迁至各县均能便利就读的宁德三都。时任厅长郑贞文来霞浦考察后同意将学校迁址:44-45。

### 校长列表
| 校名                                       | 任次 | 职务 | 姓名   | 就任时间  | 卸任时间  | 学历                   | 籍贯     | 备注                                                         |
| ------------------------------------------ | ---- | ---- | ------ | --------- | --------- | ---------------------- | -------- | ------------------------------------------------------------ |
| 福建省立第三中学 （1916.9-1927.2）         | 12   | 校长 | 许冠元 | 1916年秋  | 1917年4月 | 福建省优级师范学校选科 | 福建霞浦 | 因患嘴唇疔于任内逝世，年仅34岁:183                           |
| 福建省立第三中学 （1916.9-1927.2）         | 13   | 校长 | 周梦虞 | 1917年5月 | 1920年3月 | 清贡生                 | 福建福鼎 |                                                              |
| 福建省立第三中学 （1916.9-1927.2）         | 14   | 校长 | 郭梦松 | 1920年3月 | 1923年3月 | 日本早稻田大学         | 福建寿宁 | 本名郭公木，后任中华民国制宪国大代表，第一届立法委员         |
| 福建省立第三中学 （1916.9-1927.2）         | 15   | 校长 | 高兴伟 | 1923年4月 | 1924年    | 国立北京高等师范学校   | 福建霞浦 | 因膳食管理不善，于1924年的学潮被裁撤:160                     |
| 福建省立第三中学 （1916.9-1927.2）         | 16   | 校长 | 姜师肱 | 1924年8月 | 1927年2月 | 国立北京高等师范学校   | 福建福安 |                                                              |
| 福建省立第三初级中学 （1927.3-1929.2）     | 17   | 主任 | 吴怀瑾 | 1927年    | 1929年2月 | 国立北京高等师范学校   | 福建霞浦 | 1927年校长制改为委员会制，吴怀瑾任校务执行委员会主任委员:186 |
| 福建省立霞浦初级中学校（1929年2月-1933年） | 17   | 校长 | 吴怀瑾 | 1929.2    | 1932年    | 国立北京高等师范学校   | 福建霞浦 | 1929年恢复校长制:186                                         |
| 福建省立霞浦初级中学校（1929年2月-1933年） | 18   | 校长 | 高兴僔 | 1932年秋  | 1933年夏  | 私立厦门大学           | 福建霞浦 |                                                              |

## 福建省立三都中学

### 简述
民国二十五年（1933年），学校完成迁址工作，迁址后的学校改名为福建省立三都初级中学，陈毓麒任首任校长。1937年7月抗日战争时期，三都中学迁往宁德城关，1938年冬迁往福安。1946年6月，学校迁回三都旧址。
中华人民共和国成立后，福安成为行政专员公署所在地，三都中学复迁至福安并与福安县立中学合并为三都福安联合中学，简称“联中”。三都澳原址数次演变成为现在的宁德市第三中学，而联中也于1954年7月改名福建省福安第一中学。

### 校长列表
| 校名                                | 任次 | 职务   | 姓名   | 就任时间   | 卸任时间   | 学历                 | 籍贯     | 备注                                                 |
| ----------------------------------- | ---- | ------ | ------ | ---------- | ---------- | -------------------- | -------- | ---------------------------------------------------- |
| 福建省立三都初级中学（1933-1945.4） | 19   | 校长   | 陈毓麒 | 1933年夏   | 1936年7月  | 国立武汉大学         | 福建福安 | 1933年省立霞浦中学迁址三都澳工作完成，学校更为此名。 |
| 福建省立三都初级中学（1933-1945.4） | 20   | 校长   | 郑希介 | 1936年7月  | 1938年     |                      | 福建长乐 |                                                      |
| 福建省立三都初级中学（1933-1945.4） | 21   | 校长   | 孙承烈 | 1938年8月  | 1945年4月  | 日本東京高等師範學校 | 福建霞浦 |                                                      |
| 福建省立三都中学（1945.4-1950）     | 22   | 校长   | 黄乃杰 | 1945年4月  | 1946年2月  |                      | 福建闽清 |                                                      |
| 福建省立三都中学（1945.4-1950）     | 23   | 校长   | 刘昌星 | 1946年2月  | 1947年1月  | 國立北京大學         | 福建福安 |                                                      |
| 福建省立三都中学（1945.4-1950）     | 24   | 校长   | 魏锡勋 | 1947年3月  | 1949年6月  |                      |          |                                                      |
| 福建省立三都中学（1945.4-1950）     | -    | 军代表 | 杜恒先 | 1949年10月 | 1949年12月 | 魯迅藝術學院         | 山西晋城 | 中国人民解放军驻三都中学的军代表                     |
| 福建省立三都中学（1945.4-1950）     | 25   | 校长   | 陈文竞 | 1949年7月  | 1950年3月  | 国立武汉大学         | 福建霞浦 |                                                      |

## 简易乡村师范学校
由于迁址引起了霞浦人的不满情绪，省教育厅为缓和不满，在霞浦县原址附设了三都中学简易乡村师范部，隶属于三都中学。:45几经沿革后，1937年成立了霞安鼎三县联立初级中学，1939年，福鼎自行成立了福鼎县立中学，即今福鼎市第一中学。同时，三都中学简易乡村师范部与霞安鼎三县联立中学的师范科合并为省立霞浦简易师范学校，由于是时日军骚扰海岸，遂迁往寿宁斜滩。霞浦县原址成立霞浦县立初级中学，后发展为今天的霞浦第一中学:1-25。省立霞浦简师于1940年迁往穆阳镇，改名福安国民师范学校，2年后改名省立福安师范学校。1967年文革期间学校停办，1978年复办，更名宁德师范学院。